# Aaron Connolly
Aaron Connolly (Galway, 28 januari 2000) is een Iers voetballer, die doorgaans speelt als centrumspits. Connolly werd in juli 2017 gepromoveerd naar het eerste elftal van Brighton & Hove Albion.

## Clubcarrière
Connolly doorliep de jeugdreeksen van Mervue United en werd in 2016 overgenomen door Brighton & Hove Albion. Op 22 augustus 2017 maakte hij zijn officieel debuut voor Brighton & Hove Albion in een wedstrijd voor de EFL Cup tegen Barnet. Hij kwam veertien minuten voor tijd Tomer Hemed vervangen. De wedstrijd werd met 1–0 gewonnen. In januari 2019 werd hij, voor het resterende seizoen, uitgeleend aan Luton Town. Wegens een blessure maakte hij daar pas op 13 april 2019 in de uitwedstrijd tegen Charlton Athletic die met 3–1 werd verloren. In de zomer van 2019 keerde hij terug naar Brighton & Hove Albion. Op 31 augustus 2019 maakte hij zijn debuut in de Premier League. In het Etihad Stadium van Manchester City mocht Connolly 23 minuten voor tijd Neal Maupay komen vervangen. De wedstrijd werd met 4–0 gewonnen. Op 5 oktober 2019 mocht Connolly voor het eerst aan een wedstrijd op het hoogste niveau starten. Hij bedankte voor het vertrouwen met zijn eerste doelpunten. In de thuiswedstrijd tegen Tottenham Hotspur wist hij tweemaal te scoren en werd 10 minuten voor tijd vervagen door Yves Bissouma.

## Clubstatistieken
| Seizoen | Club                   | Competitie     | Competitie | Competitie | Beker | Beker | Internationaal | Internationaal | Totaal | Totaal |
| Seizoen | Club                   | Competitie     | Wed.       | Dlp.       | Wed.  | Dlp.  | Wed.           | Dlp.           | Wed.   | Dlp.   |
| ------- | ---------------------- | -------------- | ---------- | ---------- | ----- | ----- | -------------- | -------------- | ------ | ------ |
| 2017/18 | Brighton & Hove Albion | Premier League | 0          | 0          | 1     | 0     | –              | –              | 1      | 0      |
| 2018/19 | Brighton & Hove Albion | Premier League | 0          | 0          | 1     | 0     | –              | –              | 1      | 0      |
| 2018/19 | → Luton Town           | League One     | 2          | 0          | 0     | 0     | –              | –              | 2      | 0      |
| 2019/20 | Brighton & Hove Albion | Premier League | 5          | 2          | 2     | 1     | –              | –              | 7      | 3      |
| Totaal  | Totaal                 | Totaal         | 7          | 2          | 4     | 1     | 0              | 0              | 11     | 3      |

Bijgewerkt op 6 oktober 2019.

## Interlandcarrière
Connolly is een Iers jeugdinternational. 